# Minnewaukan
Minnewaukan är administrativ huvudort i Benson County i North Dakota. Enligt 2020 års folkräkning hade Minnewaukan 199 invånare.

## Kända personer från Minnewaukan
- Quentin Anderson, litteraturvetare